# Hospits
Ett hospits [hås'p- eller -it's] är ett enklare hotell, ofta med religiös prägel. Ordet kommer av latinets hospitium som betyder gästvänskap eller härbärge. Ett välkänt hotell med detta namn var Hospits-Betel i Åbo. Beteckningen är numera sällsynt i Norden.
Hospits skall inte förväxlas med Hospis, en vårdform för människor i livets slutskede. Båda orden har samma översättning på engelska (hospice) och tyska (Hospiz).
Ordet används i Alperna för hotell vid bergspassvägar, framför allt i Schweiz och Tyrolen, exempelvis Hospice-du-Grand-Saint-Bernard vid Sankt Bernhardspasset, Grimsel Hospiz vid Grimselpasset och Hochjochhospiz. Många av dessa fungerade tidigare även som sjukvårdsstation och omlastningsplats.

## Fotogalleri

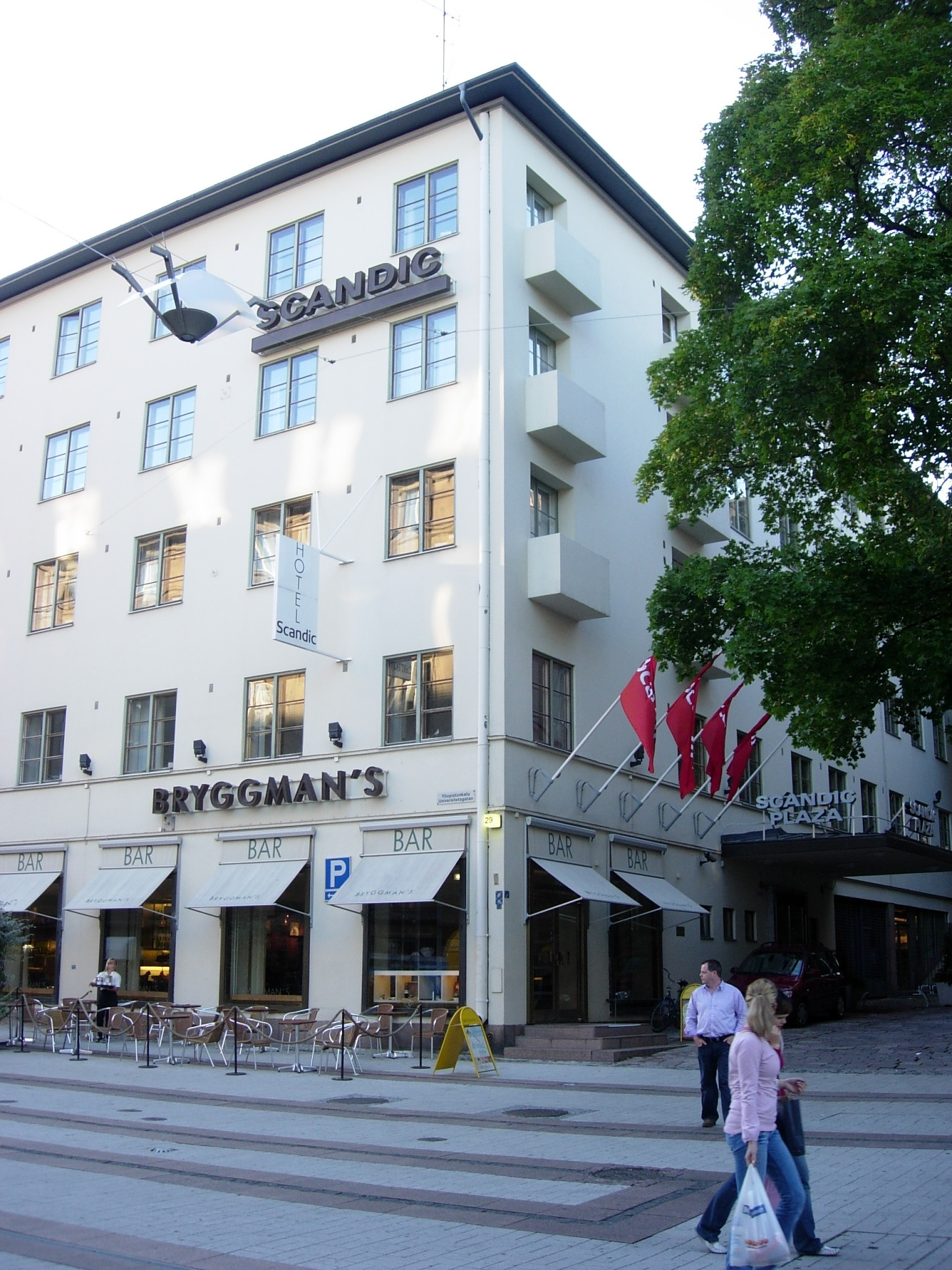
Tidigare Hospits-Betel i Åbo, byggt 1929, arkitekt Erik Bryggman. Numera Scandic Plaza Turku.
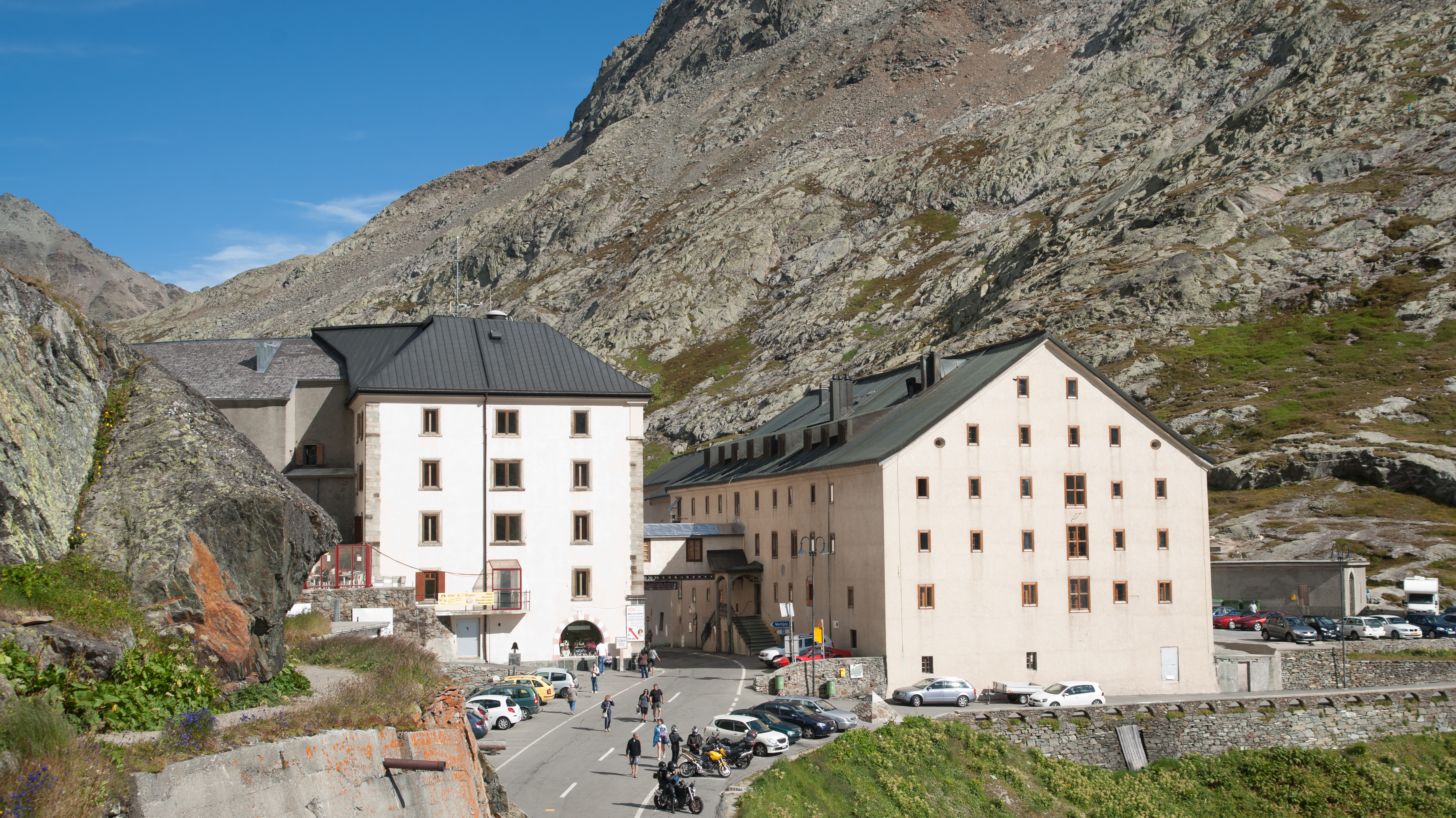
Hospice du Grand Saint-Bernard, Valais, Schweiz
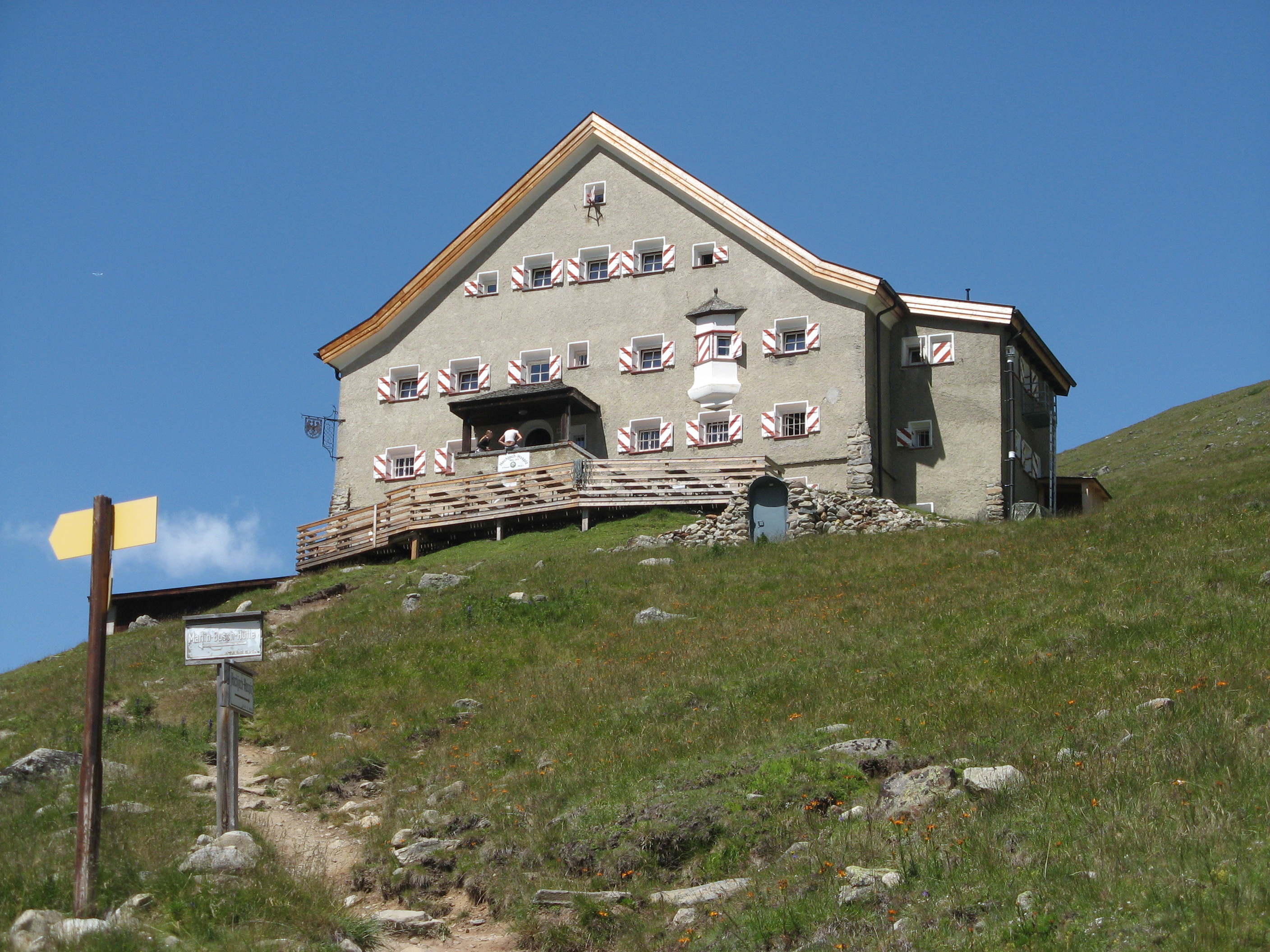
Hochjochhospiz, byggt 1927, Ötztalalperna, Österrike